# 丰庆路街道
丰庆路街道，是中华人民共和国河南省郑州市金水区下辖的一个乡镇级行政单位。

## 行政区划
丰庆路街道下辖以下地区：
中方园社区、瑞丰社区、北晨社区、丰庆佳苑社区、安泰社区、四月天社区、泰和社区、呈祥社区、瀚宇社区、水晶城社区、普罗旺世社区、青年城社区、九锦台社区、泰苑社区、天悦城社区、观澜苑社区、庙李村、西史赵村、陈砦村、张家村、廿铺村、琉璃寺村和杲村。